# 博士 (文官)
博士（はかせ）とは、古代律令制下に設けられた官職で、狭義には明経博士、広義には学生（がくしょう）を教授試課する教官を指す。

## 概要
古くは大学や教育とは無関係な専門技術者に「博士」の名を冠することがあり、『日本書紀』の欽明天皇14年（553年）6月の「医博士・易博士・暦博士等」、崇峻天皇元年（588年）是歳条の「鑪盤博士白昧淳・瓦博士麻奈文奴・陽貴文・憭貴文・昔麻帝弥」、推古天皇元年（593年）4月10日条の「博士覚哥」の例が見られる。大化改新における臨時の官職として、国務顧問としての国博士２名を任命した、ともある。
律令制では、大学寮に中央の大学に古典を教える博士（大学博士）1名・助博士（すけはかせ、助教）2名、および音博士・書博士・算博士があり、ともに学生の教授や試験を担当した。陰陽寮にも陰陽博士・暦博士・天文博士・漏刻博士、典薬寮に医博士・針博士・按摩博士・呪禁博士（じゅごんはかせ）、さらに紀伝博士・文章博士・明法博士が置かれている。地方でも大宰府に大宰博士、諸国に国博士が1名ずつ設置された。登用試験の際には、問頭博士（主任試験官）・試博士・証博士（立会試験官）も選任されている。
平安時代中期以後、大学はすたれ、博士を出す家（博士家）は固定していった。
また、『左経記』長元7年（1034年）8月21日の記録によると、釈奠講論の講師を学科名をつけて「博士」と呼ぶこともあったともいう。『東寺百合文書』の「正和二年（1313年）六月日弓削島荘領家方百姓等申状案」には、「最も頼るべきもの」という用法が見られる。